# Parerejo (Purwodadi)
Parerejo is een bestuurslaag in het regentschap Pasuruan van de provincie Oost-Java, Indonesië. Parerejo telt 6233 inwoners (volkstelling 2010).